# پالایشگاه (فیلم)
پالایشگاه با نام نخست گل‌های باوارده فیلم ایرانی به کارگردانی و نویسندگی مهرداد خوشبخت و تهیه‌کنندگی سعید سعدی محصول سال ۱۴۰۱ است. این فیلم در چهل و یکمین دوره جشنواره بین‌المللی فیلم فجر حضور داشت.

## داستان
در سال ۱۳۵۹ همزمان با جنگ تحمیلی، تعدادی از مهندسین پالایشگاه نفت آبادان در تلاش هستند با امکانات و تجهیزاتی که در داخل انبارهای آن است، پالایشگاه‌های دیگر را ترمیم کنند.

## بازیگران
- امیررضا دلاوری
- بانیپال شومون
- الهام نامی نیک
- نادر سلیمانی
- یاسین مسعودی